# Улица Яани
Улица Яани (эст. Jaani tänav) — короткая (170 м) улица в исторической части Тарту, от улицы Мунга до улицы Лай.

## История
Названа по церкви Святого Иоанна, располагающейся на улице.

## Достопримечательности
д. 4 — «Дом Тампере»
д. 5 — Церковь Святого Иоанна
д. 6 — Подворье Святого Антония

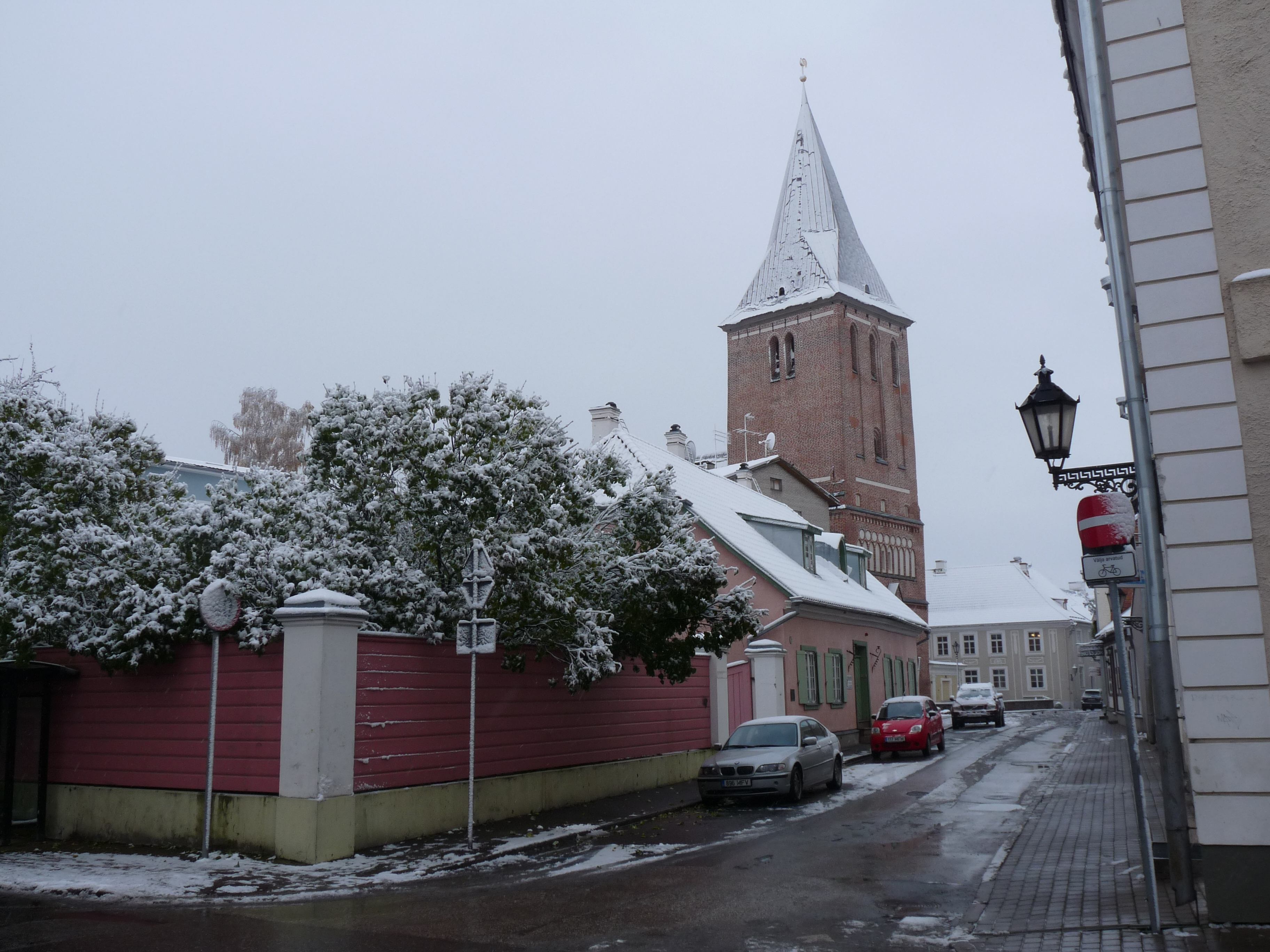
Церковь Святого Иоанна

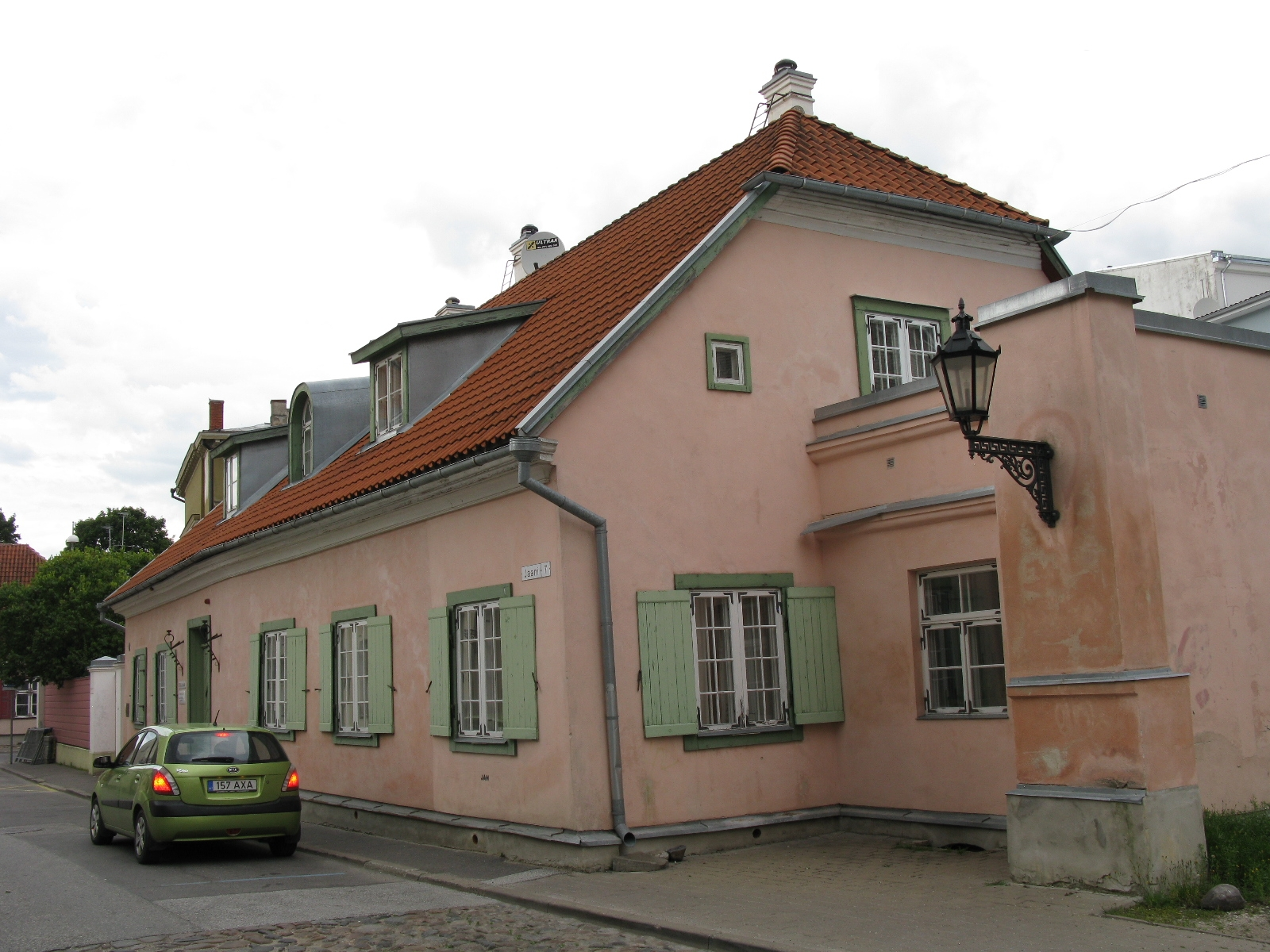
Дом Уппсала

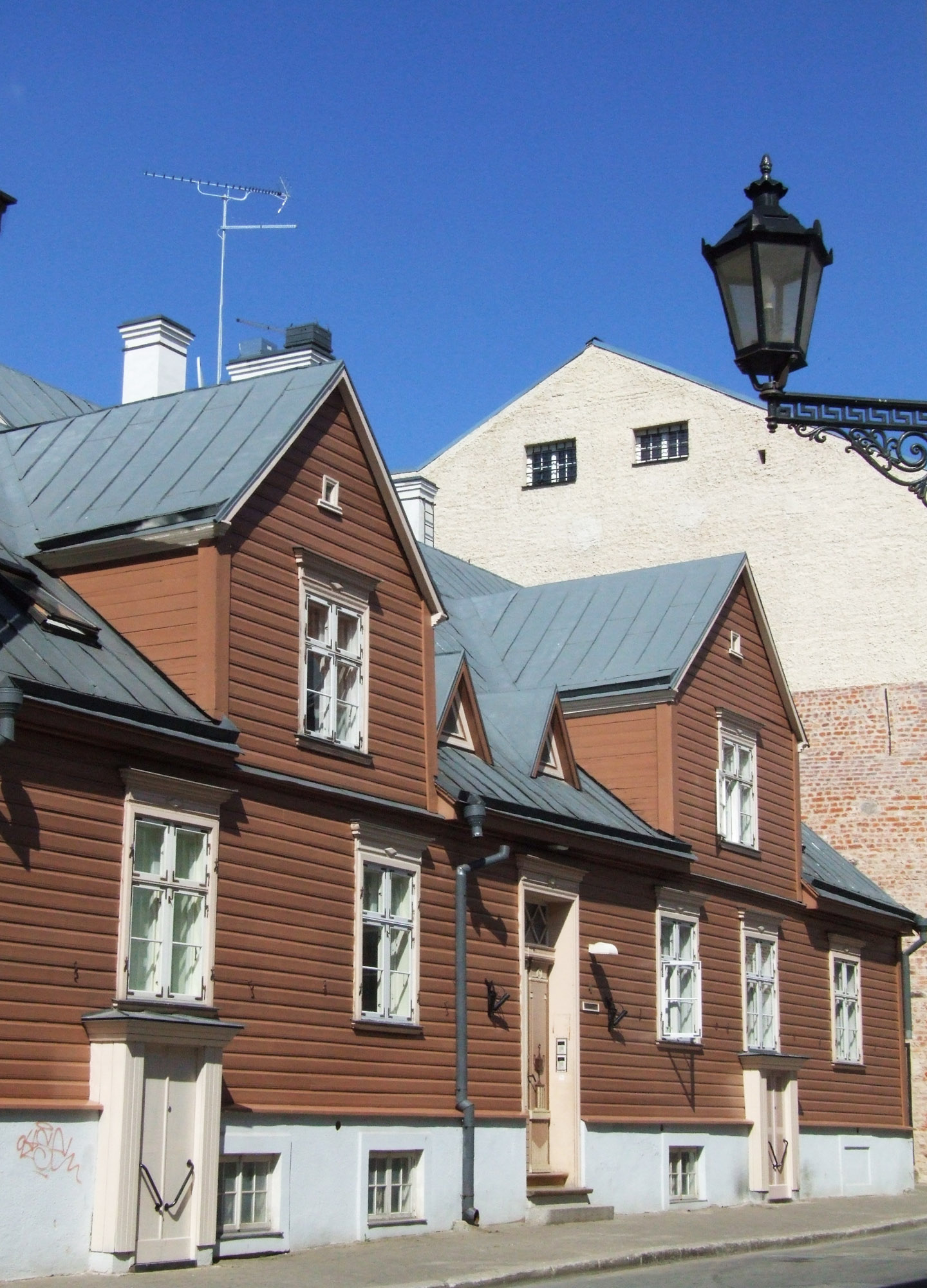
Дом Тампере

д. 7 — «Дом Уппсала» считается старейшим гражданским строением города (северная часть дома, сильно пострадавшая во время Северной войны (1700—1721), вероятно, построена в конце XVII века, под ней сохранился сводчатый подвал XVI века. Остальные части дома эксперты относят к 1750-м годам). Дом, один из немногих, уцелел в грандиозном пожаре 1775 года
д. 16 — Тартуский музей горожанина XIX века